# Niels Thorkild Rovsing

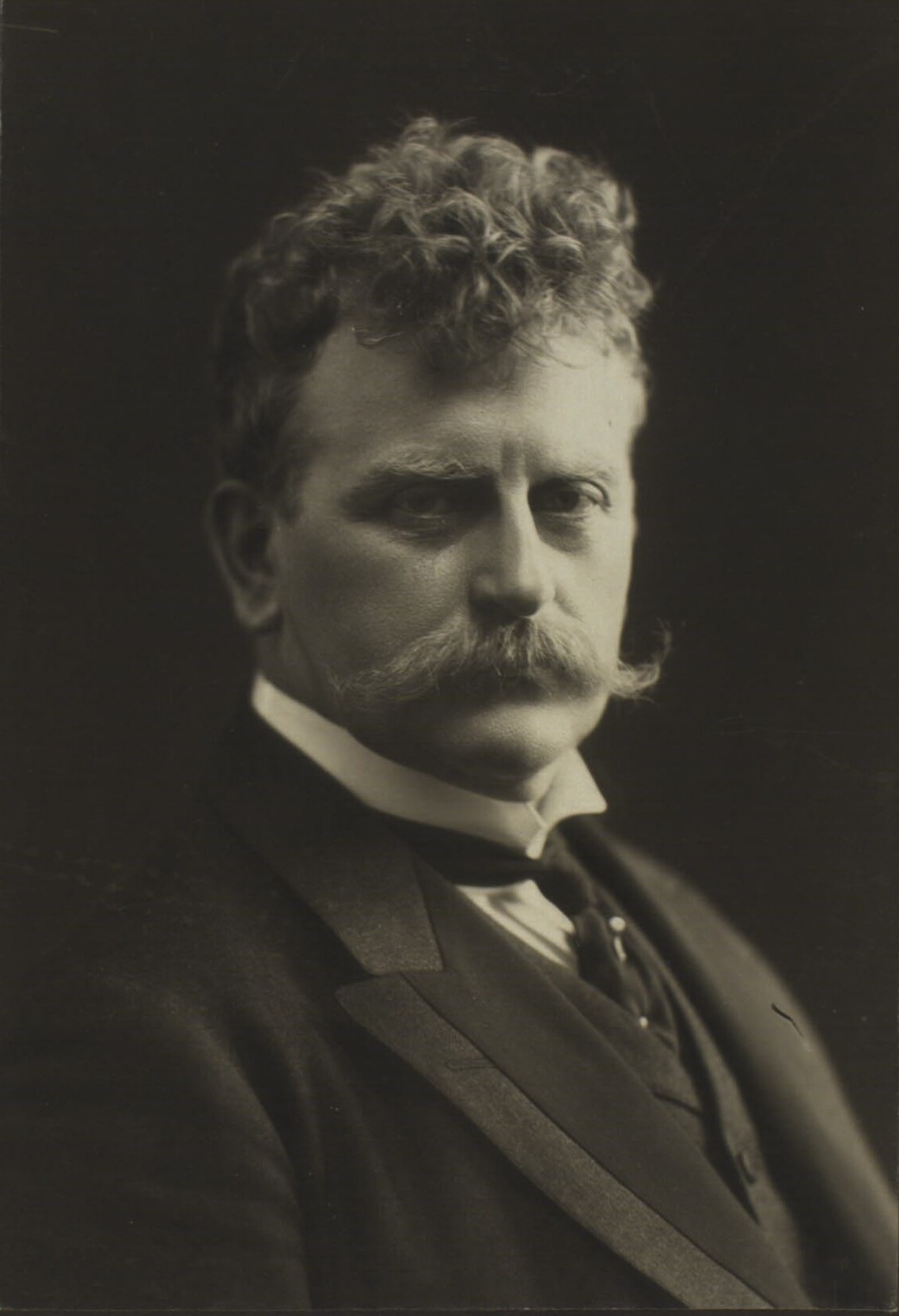
Niels Thorkild Rovsing

Niels Thorkild Rovsing (Flensburgo, 26 aprile 1862 – Copenaghen, 14 gennaio 1927) è stato un chirurgo danese ricordato per aver descritto il segno di Rovsing.

## Biografia
Era figlio del primo tenente e poi capitano M. Rovsing (1825-1894) e di Anna C. Crone (1830-1882).
Si laureò in medicina all'età di 23 anni e divenne professore di chirurgia nel 1899 presso l'Università di Copenaghen. Poiché questo incarico non gli consentiva i privilegi del letto d'ospedale, Rovsing aprì una casa di cura chirurgica privata che ampliò e dotò di apparecchiature per i raggi X pochi anni dopo. Nel 1904, all'età di 42 anni, divenne chirurgo senior presso l'ospedale Frederiks. Nel 1905, la sua campagna per una migliore sistemazione chirurgica a Copenaghen portò all'inizio della costruzione del Rigshospitalet, aperto nel 1910.

## Eredità

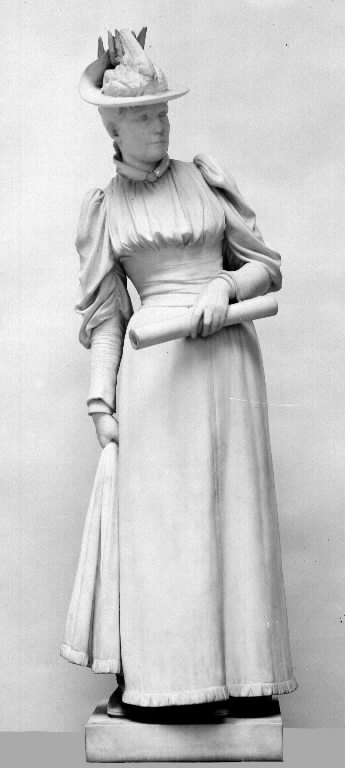
Vilhelm Bissen: una signora. Emilie Marie Rovsing, nata Raaschou, 1891

Il lavoro di Rovsing riguardò patologie addominali, tra cui infezione delle vie urinarie, tubercolosi delle vie urinarie, calcoli biliari e appendicite. Pubblicò circa 200 articoli e si guadagnò una reputazione internazionale. I suoi scritti sulla chirurgia addominale vennero tradotti in tedesco e inglese. Fu membro onorario della Edinburgh Medico-Chirurgical Society e dell'Association of Surgeons of Great Britain and Ireland. Fondò la Società chirurgica danese con Eilert A. Tscherning nel 1908.

## Vita privata
Rovsing sposò Marie Emilie Raaschou (23 marzo 1864-17 dicembre 1930), figlia del mercante di vino Hans Georg Raaschou (1827–1901) e Villumie Caroline Andrea Nielsen (1838–1916), il 30 aprile 1890 nella cattedrale di Nostra Signora di Copenaghen.
Fu costretto al ritiro nel 1926 a causa di una malattia cardiaca e sviluppò un cancro alla laringe. Per questo subì un intervento chirurgico ma non tollerava bene la radioterapia e morì all'inizio del 1927.